# Препаративная хроматография
Препаративная хроматография — вид хроматографии, проводимый с целью выделения индивидуальных соединений из смеси. В отличие от аналитической хроматографии, препаративные разделения проводят на колонках большого диаметра и используют специальные устройства для сбора отдельных компонентов (фракций). В лабораторной практике используют колонки диаметром 8-15 мм и выделяют обычно от 100 мг до 10 г индивидуального вещества; в промышленности созданы колонны диаметром до 0.5 метра, на которых возможно проводить разделение нескольких тонн вещества. Эффективность препаративных колонок меньше по сравнению с используемыми в аналитической хроматографии.

## Отличия от аналитической хроматографии
Препаративная хроматография имеет ряд значительных отличий от аналитической хроматографии. Целью перпаративной хроматографии является выделение, обогащение или очистка компонентов образца, в то время как для аналитической хроматографии главная цель - получение качественной или количественной информации. Практическим назначением служит количество материала, очищенного в единицу времени. Размер образца в случае микропрепаративной хроматографии может быть менее 100 мг, при препаративной от 100 мг до 100 г, при макропрепаративной более 100 г. Нагрузку на колонку стараются сделать как можно большую, до 100 мг на 1 г насадки. Часто достаточно умеренной степени разрешения при разделении пиков веществ. Детектор желателен, но не необходим. Фракции образца собирают, подвижная фаза при этом может быть возвращена обратно в систему.